# Kabaret 7 minut Po
Kabaret 7 minut Po – krakowski kabaret związany z dzielnicą Podgórze.
Założycielem jest Maciej Kwiatkowski. Początkowo występował on jako solista (2008), by w 2009 roku spróbować swoich sił jako lider kabaretu. Pierwszy oficjalny występ 7 minut Po miał miejsce podczas eliminacji do 25. Festiwalu PAKA, w lutym 2009.
Grupa wielokrotnie zmieniała skład, obecnie jej członkowie to: Maciej Kwiatkowski, Marek Stawarz, Adam Wacławiak, Magdalena Ślósarz (skrzypaczka), Michał Wiewióra (gitarzysta). Zespół określa siebie jako kabaret literacko-artystyczny.

## Nazwa
Istnieją dwa najczęściej podawane wyjaśnienia pochodzenia nazwy. Według pierwszego z nich kabaret 7 minut Po swoją nazwę zawdzięcza temu, że publiczność z jego żartów zaczyna śmiać się dopiero po siedmiu minutach.
Druga geneza nazwy odnosi się do stylistyki kabaretu. Jeszcze jako anonimowa grupa członkowie zespołu mieli w zwyczaju spotykać się na próbach siedem minut po konkretnej godzinie. To niewielkie przesunięcie czasu z pełnej godziny na siedem minut po miało zmienić myślenie o czasie, wprowadzić pewien element niezwykłości, bajkowości, co przekłada się także na składową definicji kabaretu według członków grupy. Kabaret ma czarować, zmieniać rzeczywistość. Dlatego także występy kabaretu zawsze zaczynają się siedem minut po.

## Założenia
Według 7 minut Po kabaret to miejsce, które jest wspólnym punktem wyjścia dla wielu form twórczości. Jest to rodzaj instytucji, która łączy twórczość literacką, muzyczną i multimedialną, szeroka forma działalności artystycznej. Kabaret ma zmuszać do myślenia, wywoływać skrajne emocje, zaskakiwać.

## Działalność
Na programy kabaretu 7 minut Po składają się głównie skecze, piosenki, monologi. Zespół związany był z krakowskim klubem artystycznym Migawka (w krakowskim Domu Norymberskim, działającym do czerwca 2013), gdzie urządzał eksperymentalne wieczory kabaretowe, podczas których widzowie zamawiali skecze z przygotowanego wcześniej menu, opartego na całym repertuarze grupy. Po zamknięciu klubu takie wieczory z kabaretem urządzane są w innych lokalizacjach na terenie Krakowa i poza nim.
7 minut Po działa także w kinoteatrze Wrzos, gdzie organizuje Festiwal Podgórek, mający zaprezentować publiczności jak najszerszy wachlarz twórczości kabaretowej.
Od 14 stycznia 2014 roku kabaret współpracuje również ze Ściborem Szpakiem i Sekcją Muzyczną Kołłątajowskiej Kuźni Prawdziwych Mężczyzn z Olą przy organizacji wystąpień Krakowskiego Frontu Kabaretowego, określanego jako „Zrzeszenie krakowskich artystów wielobranżowych w celach komediowych lub innych”.

## Programy[9]
- Coś z zielonym (2008)
- Zielona strzała
- Laudanum
- Paon (2013)
- Parodiola (2014)

## Nagrody i wyróżnienia
2010
- III miejsce na Ogólnopolskich Spotkaniach z Piosenką Kabaretową OSPA, Ostrołęka

2012
- I miejsce na Primaaprilisowym Przeglądzie Kabaretów „Broda”[10], Brodnica
- Nagroda Publiczności na Primaaprilisowym Przeglądzie Kabaretów „Broda”[10], Brodnica
- Nagroda Fundacji SieChce na Primaaprilisowym Przeglądzie Kabaretów „Broda”[10], Brodnica
- Grand Prix, nagroda główna na Będzińskim Przeglądzie Kabaretów Nieprofesjonalnych[11], Będzin
- I miejsce na VII Przeglądzie Kabaretów Amatorskich „W DECHĘ”[11], Suszec
- I miejsce na IX Warszawskim PKS-się, czyli Przeglądzie Kabaretów „Stolica”, ex aequo z Kabaretem K2[11], Warszawa
- Grand Prix na XVIII Mazurskim Lecie Kabaretowym „Mulatka”[11], Ełk

2013
- Grand Prix, Nagroda Publiczności, Nagroda Dziennikarzy, Nagroda Specjalna od Marcina Wójcika z kabaretu Ani Mru-Mru na XXIX ogólnopolskim Przeglądzie Kabaretów „PAKA”, Kraków[11]

2014
- I miejsce, Nagroda Publiczności, Nagroda Specjalna od TVP Rozrywka, Nagroda Specjalna od Radia Kraków, Nagroda „Niebo do wynajęcia” w postaci lotu balonem nad Krakowem od Roberta Kasprzyckiego, na XXX Ogólnopolskim Przeglądzie Kabaretów „PAKA”, Kraków[12]
- Grand Prix na VI Ogólnopolskim Festiwalu Parodii i Pastiszu „PARODIOLA”, ex aequo z Kabaretem 44-200, Olsztyn
- I miejsce na XXXV Lidzbarskich Wieczorach Humoru i Satyry, ex aequo z Kabaretem Sakreble, Lidzbark Warmiński
- II miejsce na Ogólnopolskich Spotkaniach z Piosenką Kabaretową OSPA, Ostrołęka

2015
- I miejsce w Pojedynku Laureatów 30. „PAKI”
- I miejsce w plebiscycie portalu eKabaret w kategorii Najlepszy Kabaret Młodego Pokolenia w 2014 roku
- Grand Prix („Złota Szpilka”), „Złote Pióro Ignacego Krasickiego” za teksty, Nagroda Publiczności, na XXXVI Lidzbarskich Wieczorach Humoru i Satyry, Lidzbark Warmiński